# Dilución isotópica

Principio básico de la dilución isotópica
La adición de un estándar alterado isotópicamente a la muestra cambia la composición isotópica natural del analito. Al medir la composición isotópica resultante, es posible calcular la cantidad de analito presente en la muestra.

El análisis de dilución isotópica es un método para determinar la cantidad de sustancias químicas. En su concepción más simple, el método de dilución isotópica comprende la adición de cantidades conocidas de sustancias isotópicamente enriquecidas a la muestra analizada. La mezcla del estándar isotópico con la muestra efectivamente "diluye" el enriquecimiento isotópico del estándar y esto es la base del método de dilución isotópica. La dilución isotópica es clasificada como un método de estandarización interna, porque el estándar (forma del analito enriquecida isotópicamente) es añadido directamente a la muestra. Además, a diferencia de los métodos analíticos tradicionales que se basan en la intensidad de la señal, la dilución isotópica emplea relaciones entre señales. Debido a estas dos ventajas, el método de dilución isotópica se considera entre los métodos de medición química de la más alta calidad metrológica.

## Historia

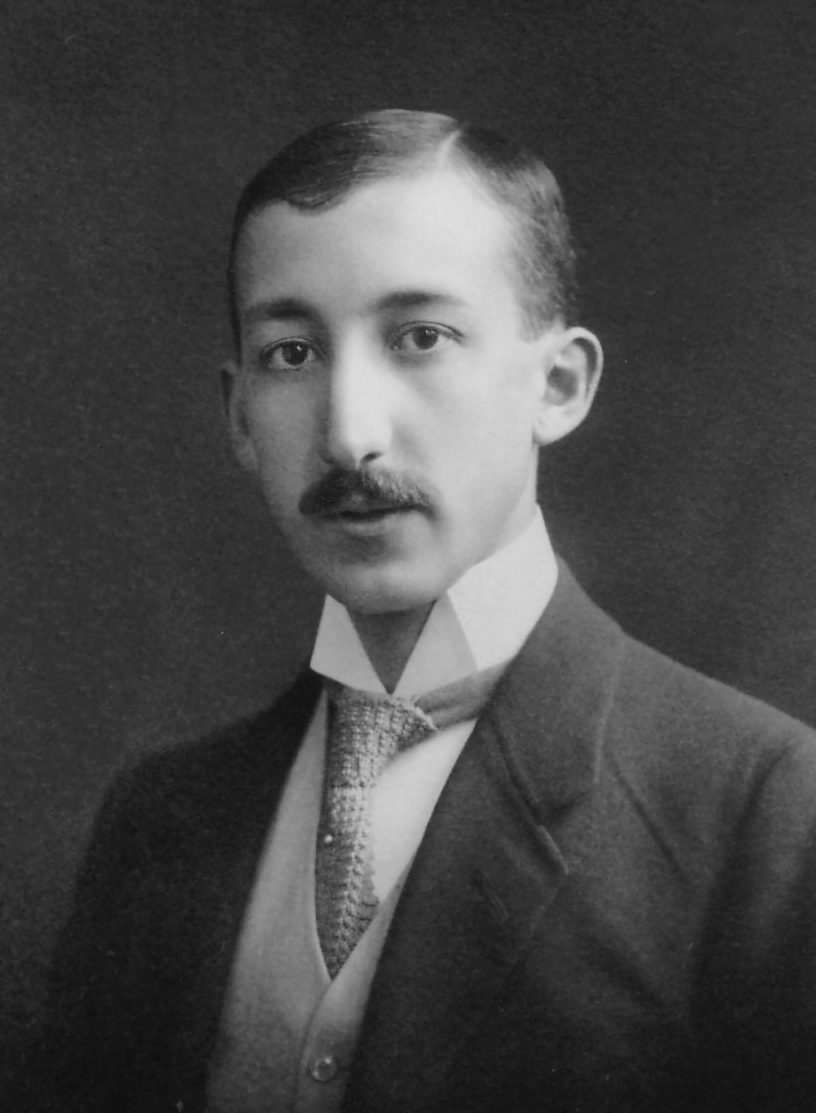
El químico húngaro George Hevesy fue galardonado con el Premio Nobel de Química por el desarrollo del método de trazado radiactivo, que es un precursor de la dilución isotópica.

La aplicación analítica del método de trazado analítico es un precursor de la dilución isotópica. Este método fue desarrollado a principios del siglo XX por George Hevesy, y por eso obtuvo el Premio Nobel de Química en 1943.
Una primera aplicación de la dilución isotópica en la forma del método de trazado radiactivo fue la determinación de la solubilidad del sulfuro de plomo y cromato de plomo en 1913 por George Hevesy y Friedrich A. Paneth. En los años 1930, el bioquímico estadounidense David Rittenberg fue pionero en el uso de la dilución isotópica en bioquímica, lo que permitió estudios detallados del metabolismo celular.

## Descripción del método

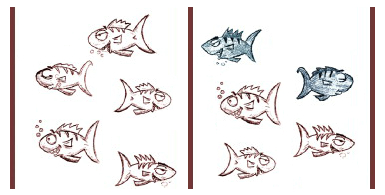
Analogía del análisis de dilución isotópica con el conteo de peces en lagos.

La dilución isotópica puede ser explicada de forma efectiva usando la técnica de marcaje y recaptura, un método comúnmente usado en ecología para estimar el tamaño de la población de peces.
Puede ser comparada con el método de Lincoln-Petersen. Se asume que el número de peces en un estanque debe ser determinado. Se añaden cinco peces etiquetados al estanque durante la primera visita (nB = 5). En la segunda visita, cierto número de peces es capturado y se observa que la relación entre nativos y etiquetados es de 10:1. De aquí puede estimarse el número original de peces en el estanque, nA:
{\displaystyle n_{\mathrm {A} }=n_{\mathrm {B} }\times {\frac {10}{1}}=50}
Esta es una visión simplificada de la dilución isotópica pero aun así ilustra las características destacadas de ella. Una situación más compleja surge cuando la distinción entre peces etiquetados y no etiquetados se vuelve difusa. Esto puede ocurrir, por ejemplo, cuando el lago ya contiene un pequeño número de peces etiquetados de previos experimentos. En tal situación, puede emplearse la siguiente expresión:
{\displaystyle n_{\mathrm {A} }=n_{\mathrm {B} }\times {\frac {R_{\mathrm {B} }-R_{\mathrm {AB} }}{R_{\mathrm {AB} }-R_{\mathrm {A} }}}\times {\frac {1+R_{\mathrm {A} }}{1+R_{\mathrm {B} }}}}
donde RA el la relación entre peces nativos y etiquetados en el lago, RB es la relación entre peces nativos y etiquetados en el lote de nB peces marcados que son añadidos al estanque, y RAB es la relación entre peces nativos y etiquetados capturados en la segunda visita.

## Aplicaciones
La dilución isotópica es empleada de forma casi exclusiva con espectrometría de masas en aplicaciones donde se requiere una alta precisión. por ejemplo, todos los Institutos Nacionales de Metrología se basan significativamente en la dilución isotópica cuando producen materiales de referencia certificados. Aparte del análisis de alta precisión, el método se aplica cuando se encuentra una baja recuperación del analito. Además del uso de isótopos estables, pueden ser empleados isótopos radiactivos, los cuales suelen encontrarse en aplicaciones biomédicas, por ejemplo, al estimar el volumen de sangre.

## Método de dilución simple
Considérese un analito natural rico en el isótopo iA (denotado como A), y el mismo analito, enriquecido en el isótopo jA (denotado como B). Entonces, la mezcla obtenida es analizada por la composición isotópica del analito, RAB = n(iA)AB/n(jA)AB. Si se conoce la cantidad de la sustancia isotópicamente enriquecida (nB), la cantidad de sustancia en la muestra (nA) puede ser obtenida:
{\displaystyle n_{\mathrm {A} }=n_{\mathrm {B} }{\frac {R_{\mathrm {B} }-R_{\mathrm {AB} }}{R_{\mathrm {AB} }-R_{\mathrm {A} }}}\times {\frac {x(^{j}\mathrm {A} )_{\mathrm {B} }}{x(^{j}\mathrm {A} )_{\mathrm {A} }}}}
Aquí, RA es la relación entre la cantidad de isótopos del analito natural, RA = n(iA)A/n(jA)A, RB es la relación entre la cantidad de isótopos del analito isotópicamente enriquecido, RB = n(iA)B/n(jA)B, RAB es la relación entre la cantidad de isótopos de la mezcla resultante, x(jA)A es la abundancia isotópica natural del isótopo menor en el analito natural, y x(jA)B es la abundancia isotópica natural del isótopo mayor en el analito isotópicamente enriquecido.
Para elementos con solo dos isótopos estables, tales como el boro, cloro, o plata, la ecuación anterior de dilución simple se simplifica a lo siguiente:
{\displaystyle n_{\mathrm {A} }=n_{\mathrm {B} }{\frac {R_{\mathrm {B} }-R_{\mathrm {AB} }}{R_{\mathrm {AB} }-R_{\mathrm {A} }}}\times {\frac {1+R_{\mathrm {A} }}{1+R_{\mathrm {B} }}}}
En un análisis típico de cromatografía de gases, la dilución isotópica puede disminuir la incertidumbre de los resultados medidos de 5% a 1%. Puede ser usada también en espectrometría de masas (comúnmente referida como espectrometría de masas con dilución isotópica o IDMS), en la cual la relación isotópica puede ser determinada con una precisión típicamente mejor que 0.25%.

### Composición óptima de la mezcla
De forma simplificada, la incertidumbre de los resultados de medición está ampliamente determinada por la medición de RAB:
{\displaystyle u(n_{\mathrm {A} })^{2}\propto \left({\frac {\partial {n_{\mathrm {A} }}}{\partial R_{\mathrm {AB} }}}\right)^{2}u(R_{\mathrm {AB} })^{2}=n_{\mathrm {A} }^{2}{\frac {(R_{\mathrm {A} }-R_{\mathrm {B} })^{2}}{(R_{\mathrm {A} }-R_{\mathrm {AB} })^{2}(R_{\mathrm {AB} }-R_{\mathrm {B} })^{2}}}u(R_{\mathrm {AB} })^{2}}
De aquí se obtiene incertidumbre relativa de nA, ur(nA) = u(nA)/nA:
{\displaystyle u_{\mathrm {r} }(n_{\mathrm {A} })^{2}\propto {\frac {(R_{\mathrm {A} }-R_{\mathrm {B} })^{2}}{(R_{\mathrm {A} }-R_{\mathrm {AB} })^{2}(R_{\mathrm {AB} }-R_{\mathrm {B} })^{2}}}u(R_{\mathrm {AB} })^{2}}
La más baja incertidumbre de nA corresponde a la condición cuando la primera derivada con respecto a RAB es igual a cero. Además, es común en espectrometría de masas que u(RAB)/RAB sea constante y por tanto se puede reemplazar u(RAB) con RAB. Estas ideas se combinan para dar
{\displaystyle u_{\mathrm {r} }(n_{\mathrm {A} })_{\mathrm {min} }\mapsto \partial \left({\frac {(R_{\mathrm {A} }-R_{\mathrm {B} })}{(R_{\mathrm {A} }-R_{\mathrm {AB} })(R_{\mathrm {AB} }-R_{\mathrm {B} })}}R_{\mathrm {AB} }\right)/\partial R_{\mathrm {AB} }=0}
El resolver esta ecuación lleva a la composición óptima de la mezcla AB, esto es, la media geométrica entre las composiciones isotópicas del estándar (A) y el trazador (B):
{\displaystyle R_{\mathrm {AB} }={\sqrt {R_{\mathrm {A} }R_{\mathrm {B} }}}}
Esta ecuación simplificada fue propuesta por primera vez por De Bievre y Debus de forma numérica y posteriormente de forma analítica por Riepe y Kaiser. Se ha observado que esta simple expresión es solo una aproximación general y no se sostiene, por ejemplo, en la presencia de la estadística de Poisson o en la presencia de una fuerte correlación de la relación de señal isotópica.

## Método de dilución doble
El método de dilución simple requiere el conocimiento de la composición isotópica del analito isotópicamente enriquecido (RB) y la cantidad añadida del analito enriquecido (nB). Ambas variables son difíciles de establecer debido a que las sustancias enriquecidas isotópicamente están disponibles generalmente en pequeñas cantidades de pureza cuestionable. Como resultado, antes de que la dilución isotópica sea realizada en la muestra, la cantidad del analito enriquecido es comprobada de antemano usando dilución isotópica. Este paso preparatorio es llamado la dilución isotópica inversa e involucra un estándar de analito de composición isotópica natural (denotado como A*). Propuesta por primera vez en los años  1940 y desarrollada posteriormente en los años 1950, la dilución isotópica inversa permanece como un medio efectivo para caracterizar un material trazado.
Análisis de dilución isotópica inversa del analito enriquecido:
{\displaystyle n_{\mathrm {B} }=n_{\mathrm {A*} }{\frac {R_{\mathrm {A*} }-R_{\mathrm {A*B} }}{R_{\mathrm {A*B} }-R_{\mathrm {B} }}}\times {\frac {x(^{j}\mathrm {A} )_{\mathrm {A*} }}{x(^{j}\mathrm {A} )_{\mathrm {B} }}}}
Análisis de dilución isotópica del analito:
{\displaystyle n_{\mathrm {A} }=n_{\mathrm {B} }{\frac {R_{\mathrm {B} }-R_{\mathrm {AB} }}{R_{\mathrm {AB} }-R_{\mathrm {A} }}}\times {\frac {x(^{j}\mathrm {A} )_{\mathrm {B} }}{x(^{j}\mathrm {A} )_{\mathrm {A} }}}}
Debido a que las composiciones isotópicas de A y A* son idénticas, el combinar estas dos expresiones elimina la necesidad de medir la cantidad del estándar enriquecido añadido (nB):
{\displaystyle n_{\mathrm {A} }=n_{\mathrm {A*} }{\frac {R_{\mathrm {A*} }-R_{\mathrm {A*B} }}{R_{\mathrm {A*B} }-R_{\mathrm {B} }}}\times {\frac {R_{\mathrm {B} }-R_{\mathrm {AB} }}{R_{\mathrm {AB} }-R_{\mathrm {A} }}}}
El método de dilución doble puede ser diseñado tal que la composición isotópica de las dos mezclas, A+B y A*+B, sea idéntica, es decir, RAB = RA*B. Esta condición de coincidencia exacta en la dilución isotópica doble simplifica significativamente la ecuación anterior:
{\displaystyle n_{\mathrm {A} }=n_{\mathrm {A*} }\;(R_{\mathrm {A*B} }=R_{\mathrm {AB} }\land R_{\mathrm {A*} }=R_{\mathrm {A} })}

## Método de dilución triple
Para evitar la contaminación del espectrómetro de masas con el trazador isotópicamente enriquecido, puede medirse una mezcla adicional del estándar primario (A*) y el trazador (B) en lugar de medir directamente el trazador enriquecido (B). Esta aproximación fue presentada por primera vez en los años 1970 y desarrollada en 2002.

## Cálculos usando curva de calibración
La mayoría de los analistas no emplean ecuaciones analíticas para el análisis de dilución isotópica. En vez de eso, se basan en construir una curva de calibración a partir de mezclas del estándar primario natural (A*) y el analito isotópicamente enriquecido (trazador, B). Las curvas de calibración son obtenidas graficando la relación isotópica en las mezclas preparadas contra la relación de la masa de la muestra con la masa de las disoluciones de trazador en cada mezcla. Los gráficos de calibración de dilución isotópica a veces muestran una relación no lineal y en la práctica suele realizarse un ajuste polinomial para describir de forma empírica tales curvas.
Cuando las gráficas de calibración son marcadamente no lineales, se puede evitar el ajuste polinomial empírico y emplear la relación de dos funciones lineales (conocida como aproximación de Padé) que se muestra para describir exactamente la curvatura de las curvas de dilución isotópica.